# Dowód (serial telewizyjny)
Dowód (ang. Proof) – amerykański serial dramatyczny z elementami fantasy. Pomysłodawcą serialu był Rob Bragin. Premierowy odcinek został wyemitowany 16 czerwca 2015 roku przez TNT. 24 września 2015 roku stacja TNT, po jednym sezonie, zakończyła produkcję serialu.
W Polsce serial był emitowany od 7  grudnia 2015 roku przez TNT Polska.

## Fabuła
Serial opowiada o Carolyn Tyler, genialnej pani chirurg, która zostaje zatrudniona przez Ivana Turinga, milionera chorego na raka, w celu poprowadzenia badań reinkarnacji, eksterioryzacji, nawiedzeń oraz innych nienaturalnych fenomenów.

## Obsada

### Główna
- Jennifer Beals  jako dr Carolyn Tyler
- Callum Blue jako Peter Van Owen, pisarz[4]
- Edi Gathegi jako Zed Badawi, stażysta z Sudanu [5]
- Caroline Rose Kaplan  jako Janel Ramsey, asystentka Ivana Turinga[5]
- Matthew Modine  jako Ivan Turing [6]
- Joe Morton  jako dr Oliver Stanton, szef Russo [7]
- Annie Thurman jako Sophie Barliss, córka Carolyn Tyler
- David Sutcliffe jako dr Len Barliss mąż Carolyn Tyler

### Drugoplanowe role
- Chris Furci jako EMT Ramirez
- Lee Majdoub jako Nate
- Kamran Fulleylove jako Juan

## Odcinki
| Sezon | Sezon | Odcinki | Oryginalna emisja | Oryginalna emisja | Oryginalna emisja | Oryginalna emisja | Oryginalna emisja |
| Sezon | Sezon | Odcinki | Premiera sezonu   | Finał sezonu      | Premiera sezonu   | Finał sezonu      |                   |
| ----- | ----- | ------- | ----------------- | ----------------- | ----------------- | ----------------- | ----------------- |
|       | 1     | 10      | 16 czerwca 2015   | 18 sierpnia 2015  | 7 grudnia 2015    | 24 grudnia 2015   |                   |

### Sezon 1 (2015)
| #  | Tytuł                                | Reżyseria         | Scenariusz                   | Premiera TNT     | Premiera TNT Polska |
| -- | ------------------------------------ | ----------------- | ---------------------------- | ---------------- | ------------------- |
| 1  | 'Tam i z powrotem' Pilot             | Alez Graves       | Rob Bragin                   | 16 czerwca 2015  | 11 grudnia 2015     |
| 2  | 'Aż do śmierci' Til Death            | Alez Graves       | Rob Bragin                   | 23 czerwca 2015  | 14 grudnia 2015     |
| 3  | 'Konfrontacja' Showdown              | Alez Graves       | Alez Graves                  | 30 czerwca 2015  | 15 grudnia 2015     |
| 4  | 'Odkupienie' Redemption              | Peter Werner      | Nick Thiel                   | 7 lipca 2015     | 16 grudnia 2015     |
| 5  | Momento Vivere                       | Allison Anders    | Lizzie Mickery               | 14 lipca 2015    | 17 grudnia 2015     |
| 6  | 'Sprawy prywatne' Private Matters    | David Solomon     | Jessica Grasl                | 21 lipca 2015    | 18 grudnia 2015     |
| 7  | 'Kościół świętego Łukasza' St. Lukes | Millicent Shelton | Logan Slakter                | 28 lipca 2015    | 21 grudnia 2015     |
| 8  | 'Odrodzenie' Reborn                  | Steve Shill       | Jessica Grasl, Beth Schacter | 4 sierpnia 2015  | 22 grudnia 2015     |
| 9  | 'Tsunami część 1' Tsunami: Part 1    | Nelson McCormick  | Rob Bragin, Nick Thiel       | 11 sierpnia 2015 | 23 grudnia 2015     |
| 10 | 'Tsunami część 2' Tsunami: Part 2    | Nelson McCormick  | Nick Thiel, Rob Bragin       | 18 sierpnia 2015 |                     |

## Produkcja
8 maja 2014 roku, stacja TNT zamówiła 1 sezon serialu.